# Ено Ауфдерхайде
Д-р Ено Ауфдерхайде (на немски: Enno Aufderheide) е германски биолог и научен деятел, генерален секретар на фондация „Александър фон Хумболт“ от 2010 година.

## Биография
Роден е на 25 март 1958 година в Бохум, Германия. Учи биология в университетите в Билефелд и в Бон и е фулбрайтов стипендиант в Колорадския университет в Боулдър, САЩ. Докторската си дисертация разработва в лабораторията „Фридрих Мишер“ към Обществото „Макс Планк“ и през 1988 година я защитава в Тюбингенския университет. Стипендиант е на Германската национална академична фондация.
След дипломирането си през 1988 година Ауфдерхайде заема различни постове в Германския център за космически изследвания преди да се премести в Кьолн през 1999 година, където оглавява изследователския отдел на Германския съвет за наука и хуманитаристика. През 2002 година е назначен за изпълнителен директор на отдел „Наука“ в Асоциация „Хелмхолц“ на германските изследователски центрове. В периода от 2005 до 2006 година е ментор към програмата за менторство на перспективни жени-мениджъри в Германия. Заемал е и заема постове в различни национални и международни комитети за насърчаване на науката и е автор на множество публикации в областта на биологията и политиката в областта на науката. През 2009 година Германското ревматологично дружество го удостоява с медала „Кусмаул“ за принос към ревматологията.
От 2006 до 2010 Ауфдерхайде оглавява Отдел „Изследователска политика и връзки с обществеността“ на Обществото „Макс Планк“ в Мюнхен, където играе ключова роля в изграждането на стратегия по интернационализация на института. От декември 2008 година управлява фондация „Минерва“ за насърчаване на германско-израелското академично сътрудничество.
На 1 юли 2010 година Ено Ауфдерхайде е избран за новия главен секретар на Фондация „Александър фон Хумболт“.

## Визита в България (2017)
В качеството си на главен секретар на Фондация „Александър фон Хумболт“, през ноември 2017 година д-р Ауфдерхайде посещава България за организирания от Хумболтовия съюз в България колег „Хумболтианците и научния прогрес в страните от Централна и Източна Европа“ (16 – 18 ноември 2017). На церемония в Националния археологически музей в чест на 25-годишнината на Хумболтовия съюз, президентът на България Румен Радев връчва на Фондация „Александър фон Хумболт“ в лицето на д-р Ауфдерхайде Почетния знак на Президента на Република България за приноса на фондацията в подкрепата за българската наука и насърчаване на сътрудничеството между Германия и България. На церемонията Фондацията е наградена от Председателя на Българската академия на науките акад. Юлиан Ревалски и с плакета „Марин Дринов“ „за изключителен принос на германската фондация в подпомагането на научното израстване на български учени“.